# Ondřej Slówik
Ondřej Slówik (* 18. prosince 1985, Praha) je český anglista a vietnamista, dlouhodobě působící střídavě v Česku a ve Vietnamu.

## Život
Dětství prožil v pražské Libuši (shodou okolností v blízkosti vietnamské tržnice Sapa). Vystudoval gymnázium ALTIS v pražských Kunraticích, v rámci studia absolvoval studijní pobyt v Wichita Falls v Texasu. Po maturitě byl přijat ke studiu bakalářských oborů anglistika-amerikanistika a etnologie se specializací vietnamistika na Filozofické fakultě Univerzity Karlovy v Praze. V rámci studia absolvoval semestrální Erasmus na Sheffieldské univerzitě ve Velké Británii. V navazujícím magisterském studiu pokračoval na Ústavu anglického jazyka a didaktiky FF UK, strávil rok na Hanojské univerzitě společenských věd a za svou magisterskou práci na téma Rytmus vietnamské angličtiny získal roce 2012 Mathesiovu cenu. V roce 2018 dokončil doktorské studium na Fonetickém ústavu FF UK obhajobou disertační práce porovnávající průběhy tónů hanojské a saigonské vietnamštiny, která po drobných úpravách vyšla v angličtině jako monografie u nakladatelství Karolinum.
V roce 2016 vydal u nakladatelství Dokořán překlad populárního vietnamského románu Klikař (Số Đỏ) od Vũ Trọng Phụnga, za nějž dříve obdržel Cenu Jiřího Levého. V roce 2020 editoval a spolupřekládal sbírku vietnamských povídek Dvě hostiny.
V minulosti pedagogicky působil na oborech vietnamistiky pražské FF UK a olomoucké UPOL. V současné době žije střídavě v Praze a v Ho Či Minově městě, kde vyučuje na katedře anglického jazyka Hong Bang International University. Je přispěvatelem několika českých médií, mj. Deníku N. Zúčastnil se populární vietnamské televizní talk show Vợ chồng son, jeho výstup zaznamenal na sociálních sítích přes 10 milionů zhlédnutí.
Je ženatý a má dvě dcery.